# Stictocardia
Stictocardia es un género  de plantas con flores perteneciente a la familia de las convolvuláceas. Comprende 38 especies descritas y de estas, solo 7 aceptadas.

## Descripción
Son bejucos volubles, perennes; con tallos que alcanzan un tamaño de hasta 4 m de largo, puberulentos, glabrescentes. Hojas cordatas, enteras, el ápice acuminado, la base cordata, glabras en el haz, con pequeños tricomas negros y glandulares en el envés. Inflorescencias cimosas, monocasiales y dicasiales, simples o compuestas, axilares y terminales; sépalos más o menos iguales, orbiculares, coriáceos, con tricomas glandulares como los de las hojas, envolviendo a los frutos; corola infundibuliforme, roja, magenta o lila-purpúrea, el limbo entero; estambres incluidos, los filamentos pubescente-glandulares en la base, filiformes, las anteras oblongas, el polen pantoporado, esferoide, espinuloso; ovario 2-locular, el estilo más largo que los estambres; estigma 2-capitado. Frutos indehiscentes, con paredes suaves, envueltos por los sépalos acrescentes y engrosados, esféricos, glabros; semillas típicamente 4, a veces menos, ovoides, pardas a pardo-grisáceas, diminutamente puberulentas.

## Taxonomía
El género fue descrito por Johannes Gottfried Hallier y publicado en Botanische Jahrbücher für Systematik, Pflanzengeschichte und Pflanzengeographie 18(1–2): 159–160. 1894[1893]. La especie tipo es: Stictocardia tiliifolia (Desr.) Hallier f.  

## Especies aceptadas
A continuación se brinda un listado de las especies del género Stictocardia aceptadas hasta julio de 2015, ordenadas alfabéticamente. Para cada una se indica el nombre binomial seguido del autor, abreviado según las convenciones y usos.	
- Stictocardia beraviensis (Vatke) Hallier f.
- Stictocardia incomta (Hallier f.) Hallier f.
- Stictocardia laxiflora (Baker) Hallier f.
- Stictocardia lutambensis (Schulze-Menz) Verdc.
- Stictocardia macalusoi (Mattei) Verdc.
- Stictocardia mojangensis (Vatke) D.F. Austin & E. Eich
- Stictocardia tiliifolia (Desr.) Hallier f.